# 切斯特菲爾德 (紐約州)
切斯特菲爾德（英語：Chesterfield）是一個位於美國紐約州艾塞克斯縣的鎮。

## 人口
根據2020年美國人口普查的數據，切斯特菲爾德的面積為272.91平方千米，當中陸地面積為204.69平方千米，而水域面積為68.21平方千米。當地共有人口2476人，而人口密度為每平方千米9人。